# Herb Jaworzyny Śląskiej

Herb z roku 1980

Herb Jaworzyny Śląskiej – jeden z symboli miasta Jaworzyna Śląska i gminy Jaworzyna Śląska w postaci herbu.

## Wygląd i symbolika
Herb przedstawia w zielonej tarczy herbowej żółte uskrzydlone koło, między skrzydłami biały porcelanowy dzban. Wzór ten opracowano w Instytucie Heraldyczno-Weksylologicznym.
- Uskrzydlone koło nawiązuje do związków Jaworzyny Śląskiej z koleją. Jaworzyna uzyskała połączenie kolejowe z Wrocławiem w 1843 roku
- Biały dzban nawiązuje do tradycji wyrobu porcelany.

## Historia
Herb ustanowiony w 1980, miał inny układ elementów. Uskrzydlone koło umieszczono w błękitnej głowicy (górnej części tarczy) herbu, biały dzban poniżej, w polu zielonym. Dodatkowymi elementami były wijąca się między kołem a dzbanem łodyga zakończona czterolistną koniczyną oraz umieszczona na dzbanie złota korona.